# Otterhound
El otterhound es una raza canina de origen británico perteneciente a la familia de los sabuesos. Es un perro de gran tamaño con un pelaje áspero, largo e impermeable, patas palmeadas y orejas cuyo borde frontal se pliega hacia adentro, dando un efecto drapeado.[cita requerida]
El otterhound fue creado originalmente para la caza de nutrias durante el reinado de Eduardo III de Inglaterra. Está incluido en la lista de razas nativas vulnerables de The Kennel Club y se están realizando importantes esfuerzos para su preservación.[cita requerida]

## Historia
Los primeros otterhounds registrados que se parecen a la raza actual se encuentran en el noroeste de Inglaterra en la primera mitad del siglo XIX. En la segunda mitad del siglo XIX, se cruzaron los grifones franceses, incluido un cruce de un octavo de Wolf con un Grand Basset Griffon Vendéen del conde de Canteleu en Normandía.[cita requerida] A principios del siglo XX, se cruzó el grifón nivernais con la raza, y un perro en particular, «Boatman», un cruce de Grand Basset Griffon Vendéen con bloodhound, se convirtió en antepasado de varios criaderos.[cita requerida]

## Descripción
El otterhound es un perro grande, de pelaje áspero y extremidades rectas. La cabeza es profunda pero no ancha, y el pelaje áspero le da una especie de barba o bigote. La nariz es ancha.[cita requerida] Los ojos están hundidos y la frente apenas se ve. Las orejas son largas y colgantes, se enrollan hacia adentro para crear una apariencia de "drapeado". El cuello es largo, se permite una ligera papada. Las patas delanteras son rectas desde el codo hasta el suelo. Las cuartillas son ligeramente alargadas. Las patas traseras son bien musculosas, con muslos muy musculosos; en una postura normal, las patas traseras desde el corvejón hasta el suelo son perpendiculares. Los pies son grandes,[cita requerida] redondos y con almohadillas gruesas. La cola es gruesa en la base y nunca se enrosca sobre la espalda. El pelaje mide entre 4 y 8 cm de largo, es denso, áspero e impermeable; parece quebrado. La altura a los hombros es de 69 cm para los machos y de 61 cm para las hembras; generalmente pesan entre 36 y 52 kg.[cita requerida]

## Salud
Una encuesta realizada a miembros de kennel clubs en el Reino Unido determinó que la expectativa de vida era de 10,21 años.[cita requerida] La misma encuesta identificó una predisposición a la torsión gástrica, ya que el 9% de los otterhounds tenían esta afección y el 7,4% de las muertes eran atribuibles a ella.[cita requerida]

## Conservación
En 2012 se estimó que había alrededor de 600 otterhounds en el mundo. Se considera que es la raza nativa más amenazada en el Reino Unido, con solo 41 nuevos registros en 2016.[cita requerida] Esto se debe en parte a que los otterhounds nunca han sido numerosos, e incluso a principios del siglo XX, cuando la caza de nutrias como deporte estaba en el apogeo de su popularidad, el número de perros todavía era pequeño. Está incluido en la lista de razas nativas vulnerables identificadas por The Kennel Club y se están haciendo grandes esfuerzos para salvar la raza.[cita requerida]